# Batalha de Muçara
A Batalha de Muçara de maio de 756 foi travada entre as forças do emir Iúçufe ibne Abderramão Alfiri, o governante autônomo no Alandalus desde o colapso do Califado Omíada de Damasco em 750, e o príncipe omíada e futuro Abderramão I (r. 756–788). Ela terminou na vitória decisiva do último.

## Contexto e batalha
Iúçufe ibne Abderramão Alfiri era uale (governador) no Alandalus desde o rescaldo da Batalha de Poitiers de 732 contra os francos de Carlos Martel. Desde 750, com a queda do Califado Omíada de Damasco, começou a agir autonomamente na região. Em 755, o príncipe omíada e futuro Abderramão I (r. 756–788) desembarcou no Alandalus e rapidamente conseguiu apoio de parte dos muçulmanos locais. Iúçufe e Abderramão tentaram negociar um acordo, mas isso não ocorreu. Em 756, após reunir uma força considerável das províncias de Toledo e Múrcia, Iúçufe marchou de Córdova para Sevilha ao longo da margem direita do rio Guadalquivir para impedir o avanço de Abderramão, mas o último se antecipou e marchou para Córdova pela margem esquerda do mesmo rio. Ciente do fato, Iúçufe retornou para Córdova, e em março, na planície de Muçara, foi fragorosamente derrotado por Abderramão, que no mesmo dia entrou na cidade e foi reconhecido como emir do recém-criado Emirado de Córdova.